# Denis Dumont
 (août 2022).
L'article doit être relu — et modifié si nécessaire — par des contributeurs indépendants pour apporter un regard critique aux contributions effectuées en violation des conditions d'utilisation de Wikipédia, tant sur la forme (notamment concernant le style encyclopédique, la proportionnalité) que sur le fond (la neutralité de point de vue, la qualité et l'indépendance des sources).
 (novembre 2022).
Denis Bruno Dumont, né le 19 juillet 1958 à Lorgies dans le Pas-de-Calais,, est un homme d'affaires français, fondateur des supermarchés Grand Frais.
En 2022, sa fortune est estimée à 2 milliards d'euros par le magazine suisse Bilan.

## Biographie
Denis Dumont ouvre en 1992 un premier magasin. Pour ouvrir ses premiers magasins Grand Frais, il prête de l'argent à des primeurs ou des petits commerçants en mauvaise posture pour ensuite prendre le contrôle de leurs fonds de commerce et les convertir sous son enseigne.
Selon le magazine Linéaires, le chiffre d'affaires de Grand Frais en 2016 était estimé à 1,6 milliard d'euros. En 2017, Dumont fait entrer le fonds d'investissement français Ardian à son capital et devient ainsi minoritaire dans l'actionnariat de Grand Frais. La même année, il rachète le groupe Alp'Azur, un groupe d'une quinzaine d'hôtels haut de gamme à Courchevel, Méribel et Saint-Tropez. En 2018, il devient actionnaire de la banque italienne Credito Valtellinese dont il rachète 5,12% des actions. Au 12 avril 2021, il en détenait 6,15% du capital,.
En juin 2022, il fait une enchère de 75 millions d’euros pour racheter La Mandala, une villa de 500 mètres carrés sur un terrain de deux hectares à Saint-Tropez, ancienne résidence secondaire de Bernard Tapie. Elle finira par être vendue par ses créanciers à Tony Tamer, un financier américain, pour 81 millions d’euros.
En novembre 2022, il participe à l’augmentation de capital de la banque italienne Monte dei Paschi di Siena en injectant 30 millions d’euros aux côtés de la compagnie d’assurance française Axa.

### Vie privée

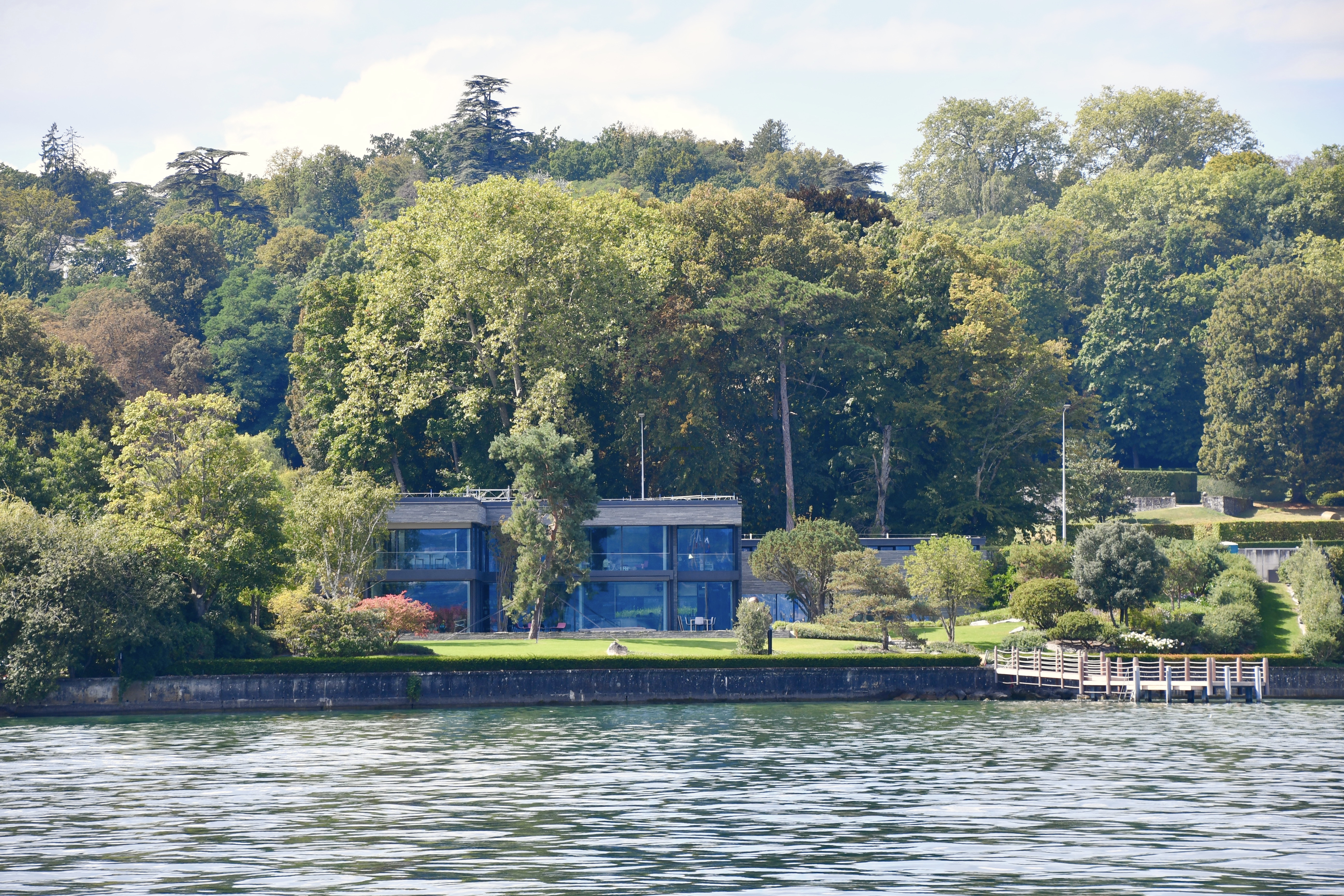
Sa villa à Pregny-Chambésy (GE), en Suisse.

En octobre 2011, il décide de quitter la France pour s'installer en Suisse dans la commune de Pregny-Chambésy sur les rives du lac Léman, où il fait l'acquisition d'une propriété pour 32 millions de francs suisses (soit environ 26 millions d’euros selon le taux de conversion de l’époque),.
Il est propriétaire d’un avion privé acheté 43,6 millions d’euros livré en 2025.
Il est père de deux enfants et est amateur d'art contemporain ainsi que de ski alpin,.

## Controverses
Selon le média d'investigation Mediacités, Denis Dumont a recours à l'usage de paradis fiscaux, celui-ci écrit en octobre 2018 : « du Luxembourg à la Suisse, en passant par Hong-Kong, ses montages dans les paradis fiscaux lui permettent d’alléger ses impôts sur les dividendes ou sur les plus-values, mais aussi d’abriter des jets privés (...). Autant d’économies de cotisations sociales et d’impôts qui échappent aux caisses de l’État français, alors même que Grand Frais réalise la quasi-totalité de son chiffre d’affaires en France ».
En France, au travers de sa holding Prosol, il détient des participations dans un grand nombre de sociétés. Chaque supermarché correspond ainsi à un Groupement d’intérêts économiques (GIE), composé de société indépendantes. En 2019, L'Obs et un reportage de l’émission Capital de M6 révèlent que cette structuration sous forme de PME freine par ailleurs la constitution de délégués syndicaux ou de représentants du personnel, aptes à négocier des avantages sociaux,.
En mai 2022, l’homme d’affaires a été condamné par le tribunal correctionnel d'Albertville. Dans la station de sport d’hiver de Courchevel en Savoie, il avait déposé une demande de permis de construire pour un bâtiment de près de 1 500 mètres carrés à la place d'un bâtiment existant sans en avoir le droit. Selon le jugement, il a pris un droit réservé au propriétaire initial sans être pleinement propriétaire du lot. Denis Dumont a fait appel de la décision et l'affaire sera réexaminée en juin 2023.

## Fortune
Il existe deux sources qui estiment la fortune de Denis Dumont, la première estimation est réalisée par le magazine suisse Bilan, la seconde par le magazine français Challenges.
Bilan estime sa fortune à 2 milliards d’euros pour l'année 2022 et le place au rang de 14e personnalité française la plus riche de Suisse,.
Le tableau suivant montre l'évolution récente de la fortune professionnelle de Denis Dumont et de sa famille d’après le magazine Challenges :
| Année | Montant (millions d'euros) |
| ----- | -------------------------- |
| 2008  | 180                        |
| 2009  | 100                        |
| 2010  | 130                        |
| 2011  | 200                        |
| 2012  | 150                        |
| 2013  | 200                        |
| 2014  | 200                        |
| 2016  | 400                        |
| 2017  | 400                        |
| 2018  | 400                        |
| 2019  | 420                        |
| 2020  | 400                        |
| 2021  | 700                        |
| 2022  | 700                        |